# Loxoblemmus magnatus
Loxoblemmus magnatus är en insektsart som beskrevs av Keiichi Matsuura 1985. Loxoblemmus magnatus ingår i släktet Loxoblemmus och familjen syrsor. Inga underarter finns listade i Catalogue of Life.

## Bildgalleri

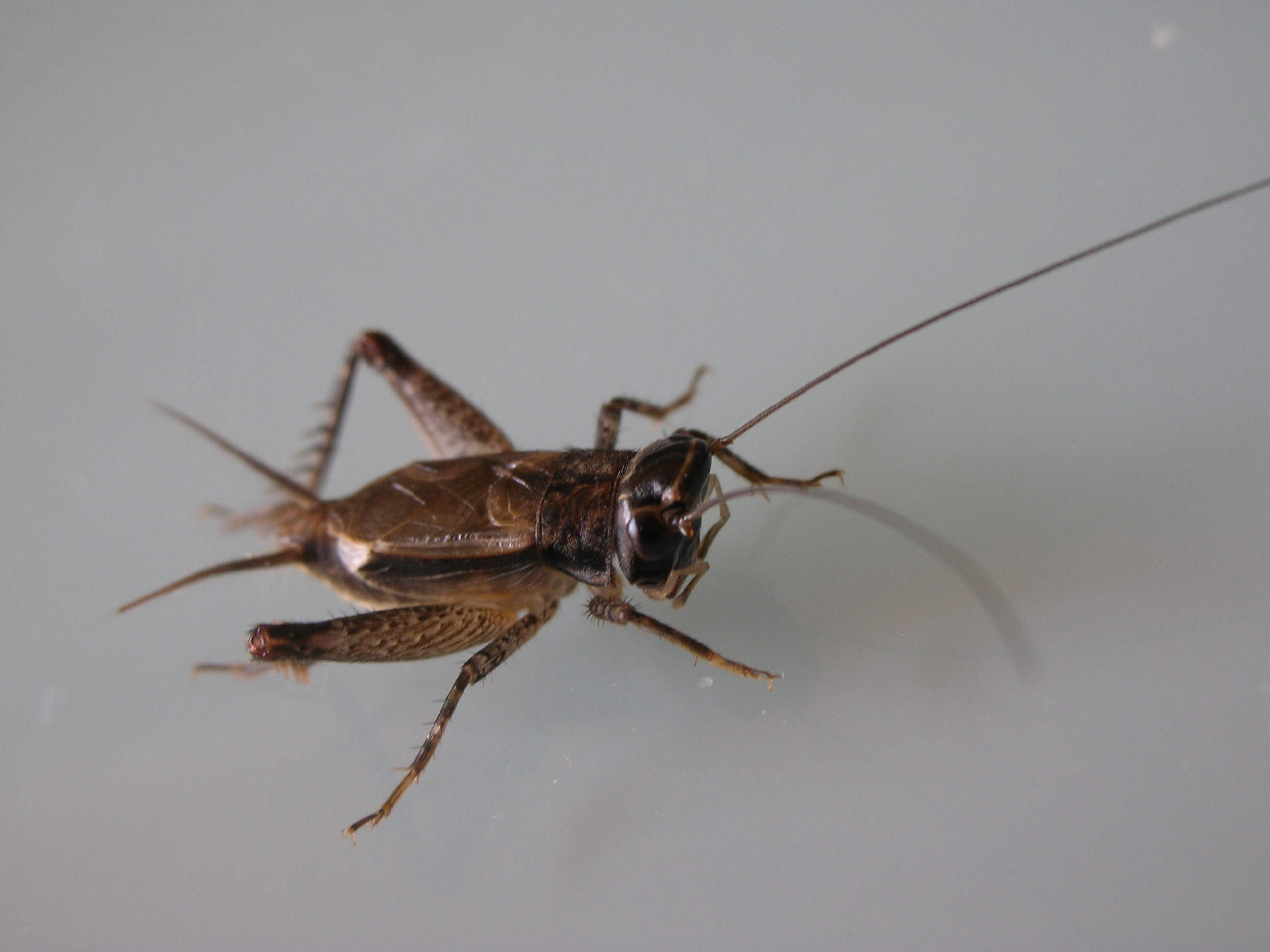